# Secrétaire à la Santé et aux Services sociaux des États-Unis
Le secrétaire à la Santé et aux Services sociaux des États-Unis (en anglais : United States Secretary of Health and Human Services) est le chef du département de la Santé et des Services sociaux des États-Unis qui traite des problèmes liés à la santé au niveau fédéral. Il est membre du cabinet présidentiel. 
En 1979, le département de la Santé, de l'Éducation et des Services sociaux des États-Unis (United States Department of Health, Education, and Welfare) fut scindé en deux avec la création d'un département de la Santé et des services sociaux et un département de l'Éducation. La dernière secrétaire à la Santé, à l'Éducation et aux Services sociaux fut Patricia Roberts Harris, qui délaissa ainsi l'Éducation lors de la scission, ne gardant à ses attributions que la Santé et les Services sociaux. Elle resta donc en poste jusqu'en 1981. Le secrétaire à la Santé et aux Services sociaux est en douzième position dans l'ordre de succession présidentielle.

## Nomination
Membre du Cabinet présidentiel, le Secrétaire à la Santé et aux Services sociaux est nommé par le Président des États-Unis. La nomination est soumise au Comité de la santé, de l’éducation, du travail et des pensions et au Comité sénatorial des finances des États-Unis, avant que sa confirmation ne soit examinée par le Sénat des États-Unis.

## Fonctions
Les fonctions du secrétaire comprend le conseil au Président sur les questions de santé, de bien-être et des programmes de lutte contre la pauvreté. Le secrétaire s’efforce d’administrer le Département de la Santé et des Services sociaux pour mettre en œuvre les programmes approuvés et sensibiliser le public aux objectifs du ministère. 
Il supervise 11 agences, dont la Food and Drug Administration (FDA), les Centers for Disease Control (CDC), les National Institutes of Health (NIH), l’Administration for Children and Families (ACF) et les Centers for Medicare & Medicaid Services (CMS).

## Liste des secrétaires
| N° | Nom                                 | Portrait | Début du mandat – Fin de mandat     | Servant sous la présidence de | Notable pour |
| -- | ----------------------------------- | -------- | ----------------------------------- | ----------------------------- | --- |
| 1  | Patricia Roberts Harris             |          | 3 août 1979 – 20 janvier 1981       | Jimmy Carter                  | Première secrétaire à la Santé et aux Services sociaux et première femme afro-américaine à avoir un poste au cabinet |
| 2  | Richard Schultz Schweiker           |          | 22 janvier 1981 – 3 février 1983    | Ronald Reagan                 | |
| 3  | Margaret Mary O'Shaughnessy Heckler |          | 9 mars 1983 – 13 décembre 1985      | Ronald Reagan                 | |
| 4  | Otis Ray Bowen                      |          | 13 décembre 1985 – 20 janvier 1989  | Ronald Reagan                 | Premier médecin à ce poste                                                                                           |
| 5  | Louis Wade Sullivan                 |          | 1er mars 1989 – 20 janvier 1993     | George H. W. Bush             | |
| 6  | Donna Edna Shalala                  |          | 22 janvier 1993 – 20 janvier 2001   | Bill Clinton                  | Première Arabo-Américaine à ce poste                                                                                 |
| 7  | Tommy George Thompson               |          | 2 février 2001 – 26 janvier 2005    | George W. Bush                | |
| 8  | Michael Okerlund Leavitt            |          | 26 janvier 2005 – 20 janvier 2009   | George W. Bush                | |
| 9  | Kathleen Sebelius                   |          | 28 avril 2009 – 9 juin 2014         | Barack Obama                  | |
| 10 | Sylvia Mathews Burwell              |          | 9 juin 2014 – 20 janvier 2017       | Barack Obama                  | |
| 11 | Tom Price                           |          | 10 février 2017 – 29 septembre 2017 | Donald Trump                  | |
| 12 | Alex Azar                           |          | 29 janvier 2018 - 20 janvier 2021   | Donald Trump                  | |
| 13 | Xavier Becerra                      |          | 19 mars 2021 - 20 janvier 2025      | Joe Biden                     | Premier Hispanique à ce poste                                                                                        |
| 14 | Robert Francis Kennedy Jr.          |          | 13 février 2025 - en cours          | Donald Trump                  | |

## Source
- (en) Cet article est partiellement ou en totalité issu de l’article de Wikipédia en anglais intitulé « United States Secretary of Health and Human Services » (voir la liste des auteurs).